# Étagnac
Étagnac est une commune française située dans le département de la Charente (région Nouvelle-Aquitaine).
Ses habitants sont les Étagnacois et les Étagnacoises.

## Géographie

### Localisation et accès
Étagnac est une commune de la Charente limousine limitrophe de la Haute-Vienne. Elle est située 5 km à l'est de Chabanais, chef-lieu de son canton et 56 km au nord-est d'Angoulême.
Elle est aussi située 9 km à l'ouest de Saint-Junien, 9 km au nord de Rochechouart, 16 km au sud-est de Confolens, la sous-préfecture, et 38 km de Limoges.
Étagnac est située au carrefour de la N 141, route d'Angoulême à Limoges et maillon de la route Centre-Europe Atlantique, et de la D 948, route de Limoges à Niort par Confolens. Le centre du bourg est cependant localisé sur cette seconde route.
La gare la plus proche est celle de Saillat-Chassenon à 4 km, desservie par des TER à destination d'Angoulême et de Limoges.

### Hameaux et lieux-dits
La commune compte de nombreuses fermes et hameaux. On peut citer : à l'est la Borderie les Brosses (à cheval sur la limite de département), Lussac, Rouillac, Mons, au sud : Bochefaud, Bourdicaud, Lavaud, Beaulieu, Écossas, à l'ouest : la Ribière, chez Chabaud, Lascoux, et au nord l'Age et la Maine-Joie. Enfin, le château de Rochebrune est à l'est du bourg.

### Communes limitrophes
Les communes limitrophes sont  Chabanais, Chabrac, Chassenon, Chirac, Saillat-sur-Vienne, Saint-Junien et Saulgond.
| Chabrac   | Saulgond  |                                   |
| Chirac    | Étagnac   | Saint-Junien (Haute-Vienne)       |
| Chabanais | Chassenon | Saillat-sur-Vienne (Haute-Vienne) |

### Géologie et relief
Comme toute cette partie nord-est du département de la Charente qu'on appelle la Charente limousine, la commune se trouve sur le plateau du Limousin, partie occidentale du Massif central, composé de roches cristallines et métamorphiques, relique de la chaîne hercynienne.
Le sous-sol de la commune d'Étagnac se compose de gneiss, à l'est et au sud, et de granit au nord-ouest. L'extrême sud, bord de la vallée de la Vienne entre Beaulieu et la Ribière, est occupé par des alluvions plus ou moins anciennes atteignant une hauteur de 40 m,,.
La commune se trouve aussi dans l'emprise du cratère de la météorite de Rochechouart.
Le relief est celui d'un plateau assez vallonné, incliné vers le sud qui correspond à la vallée de la Vienne.
Le point le plus bas de la commune est situé à une altitude de 150 m, le long de la Vienne en aval, et le point le plus haut est à 284 m d'latitude, situé à environ 0,7 km au nord-est du château de Rochebrune. Le bourg est situé sur une hauteur à 250 m d'altitude.

### Hydrographie

#### Réseau hydrographique

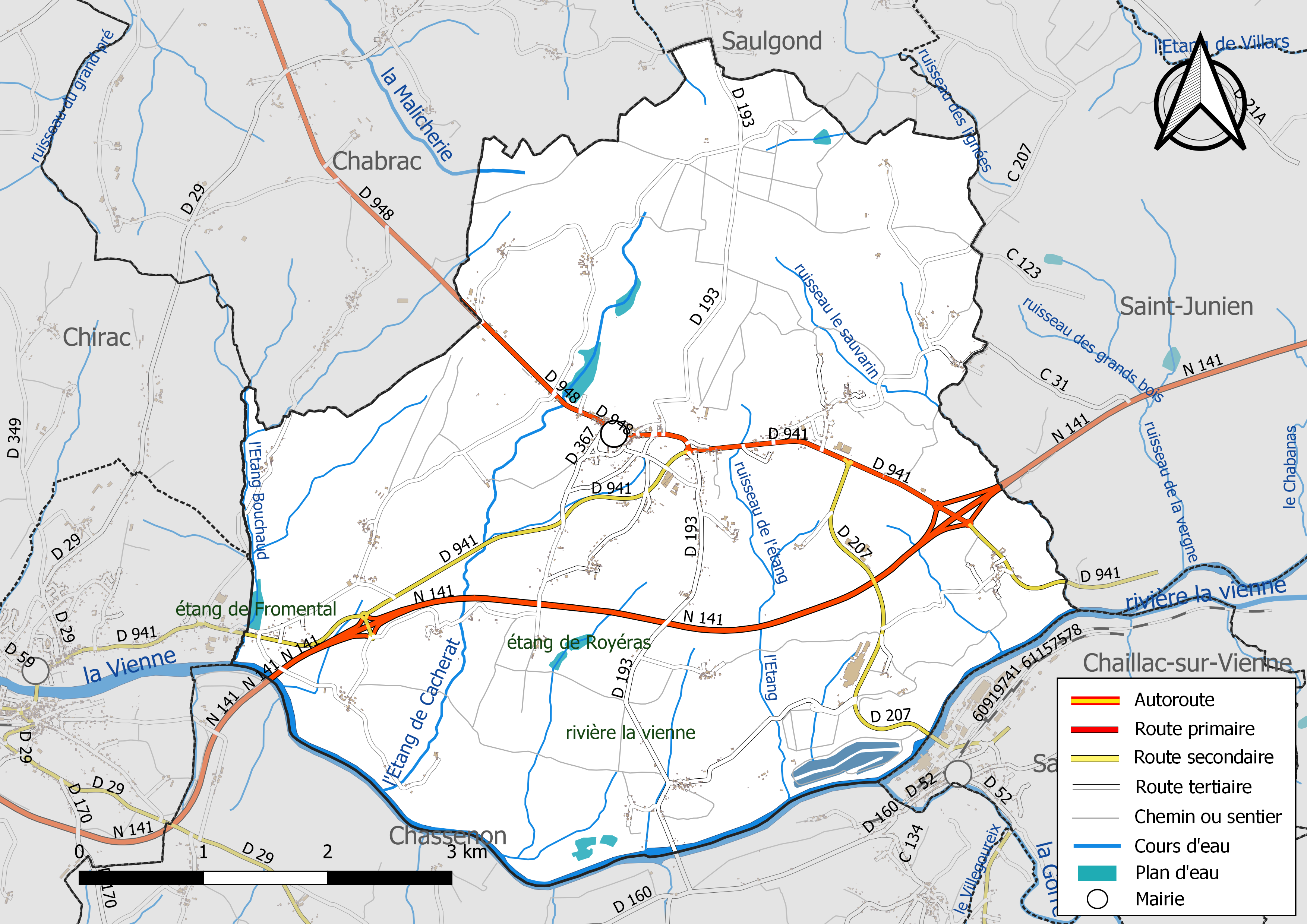
Réseaux hydrographique et routier d'Étagnac.

La commune est située dans la région hydrographique de « la Loire de la Vienne (c) à la Maine (nc) », une partie du Bassin de la Loire,  au sein  du Bassin Loire-Bretagne. Elle est drainée par la Vienne, la Malicherie, l'Etang de Cacherat, l'Etang, l'Etang Bouchaud et par divers petits cours d'eau, qui constituent un réseau hydrographique de 34 km de longueur totale,.
La Vienne borde la commune au sud. D'une longueur totale de 363,3 km, prend sa source en Corrèze,  sur le plateau de Millevaches, dans la commune de Volx et se jette  dans la Loire dans la Corrèze, à Saint-Setiers, après avoir traversé 99 communes.
De petits affluents traversent la commune du nord au sud, dont la plupart desservent des étangs. D'ouest en est, on trouve les ruisseaux de l'Étang Bouchaud, de l'Étang de Cacherat qui passe à l'ouest du bourg, et ruisseau de l'Étang descendant de Rochebrune. Le Sauvarit borde la commune et le département à l'est.
La Malicherie, d'une longueur totale de 11 km, prend sa source dans la commune  et se jette  dans la Goire à Saint-Maurice-des-Lions, après avoir traversé 3 communes.

#### Gestion des eaux
Le territoire communal est couvert par le schéma d'aménagement et de gestion des eaux (SAGE) « Vienne ». Ce document de planification, dont le territoire correspond au bassin du bassin de la Vienne, d'une superficie de 7 060 km2, a été approuvé le 1er juin 2006. La structure porteuse de l'élaboration et de la mise en œuvre est l'établissement public territorial de bassin Vienne. Il définit sur son territoire les objectifs généraux d’utilisation, de mise en valeur et de protection quantitative et qualitative des ressources en eau superficielle et souterraine, en respect des objectifs de qualité définis dans le troisième SDAGE  du Bassin Loire-Bretagne qui couvre la période 2022-2027, approuvé le 18 mars 2022.

### Climat
Le climat est océanique dégradé. C'est celui de la Charente limousine, plus humide et plus frais que celui du reste du département.

### Végétation
Le paysage est celui d'un bocage. La forêt d'Étagnac occupe les hauteurs au nord de la commune.

## Urbanisme

### Typologie
Au 1er janvier 2024, Étagnac est catégorisée commune rurale à habitat dispersé, selon la nouvelle grille communale de densité à 7 niveaux définie par l'Insee en 2022.
Elle est située hors unité urbaine et hors attraction des villes,.

### Occupation des sols
L'occupation des sols de la commune, telle qu'elle ressort de la base de données européenne d’occupation biophysique des sols Corine Land Cover (CLC), est marquée par l'importance des territoires agricoles (66,9 % en 2018), en diminution par rapport à 1990 (69,1 %). La répartition détaillée en 2018 est la suivante : 
prairies (51 %), forêts (24,5 %), zones agricoles hétérogènes (15,9 %), zones urbanisées (3,7 %), eaux continentales (2,2 %), zones industrielles ou commerciales et réseaux de communication (1,6 %), milieux à végétation arbustive et/ou herbacée (0,9 %). L'évolution de l’occupation des sols de la commune et de ses infrastructures peut être observée sur les différentes représentations cartographiques du territoire : la carte de Cassini (XVIIIe siècle), la carte d'état-major (1820-1866) et les cartes ou photos aériennes de l'IGN pour la période actuelle (1950 à aujourd'hui).

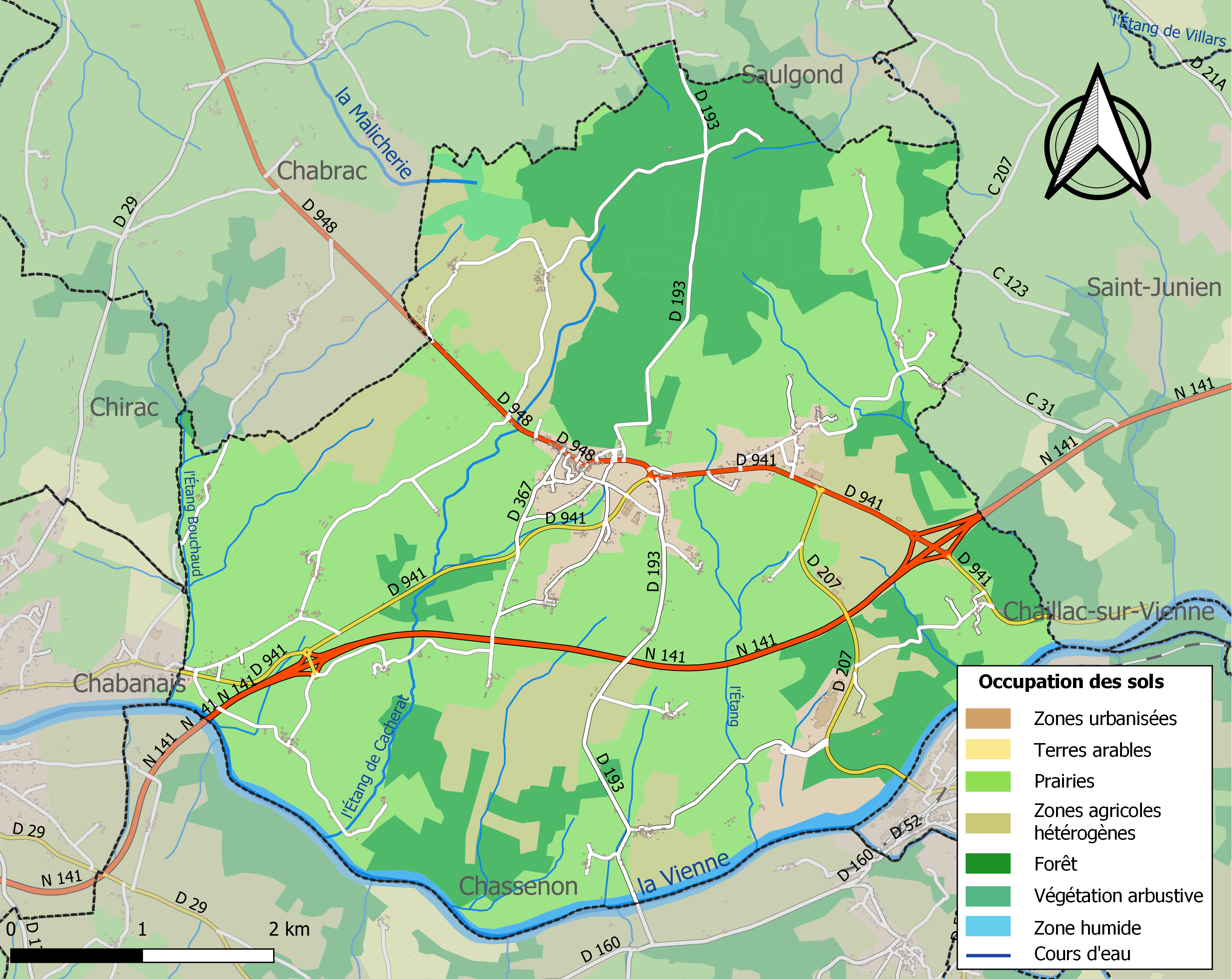
Carte des infrastructures et de l'occupation des sols de la commune en 2018 (CLC).

### Risques majeurs
Le territoire de la commune d'Étagnac est vulnérable à différents aléas naturels : météorologiques (tempête, orage, neige, grand froid, canicule ou sécheresse), inondations et séisme (sismicité faible). Il est également exposé à trois risques technologiques,  le transport de matières dangereuses et  le risque industriel et la rupture d'un barrage, et à un risque particulier : le risque de radon. Un site publié par le BRGM permet d'évaluer simplement et rapidement les risques d'un bien localisé soit par son adresse soit par le numéro de sa parcelle.

#### Risques naturels
Certaines parties du territoire communal sont susceptibles d’être affectées par le risque d’inondation par débordement de cours d'eau, notamment la Vienne et la Malicherie. La commune a été reconnue en état de catastrophe naturelle au titre des dommages causés par les inondations et coulées de boue survenues en 1982, 1983, 1993, 1995 et 1999,.

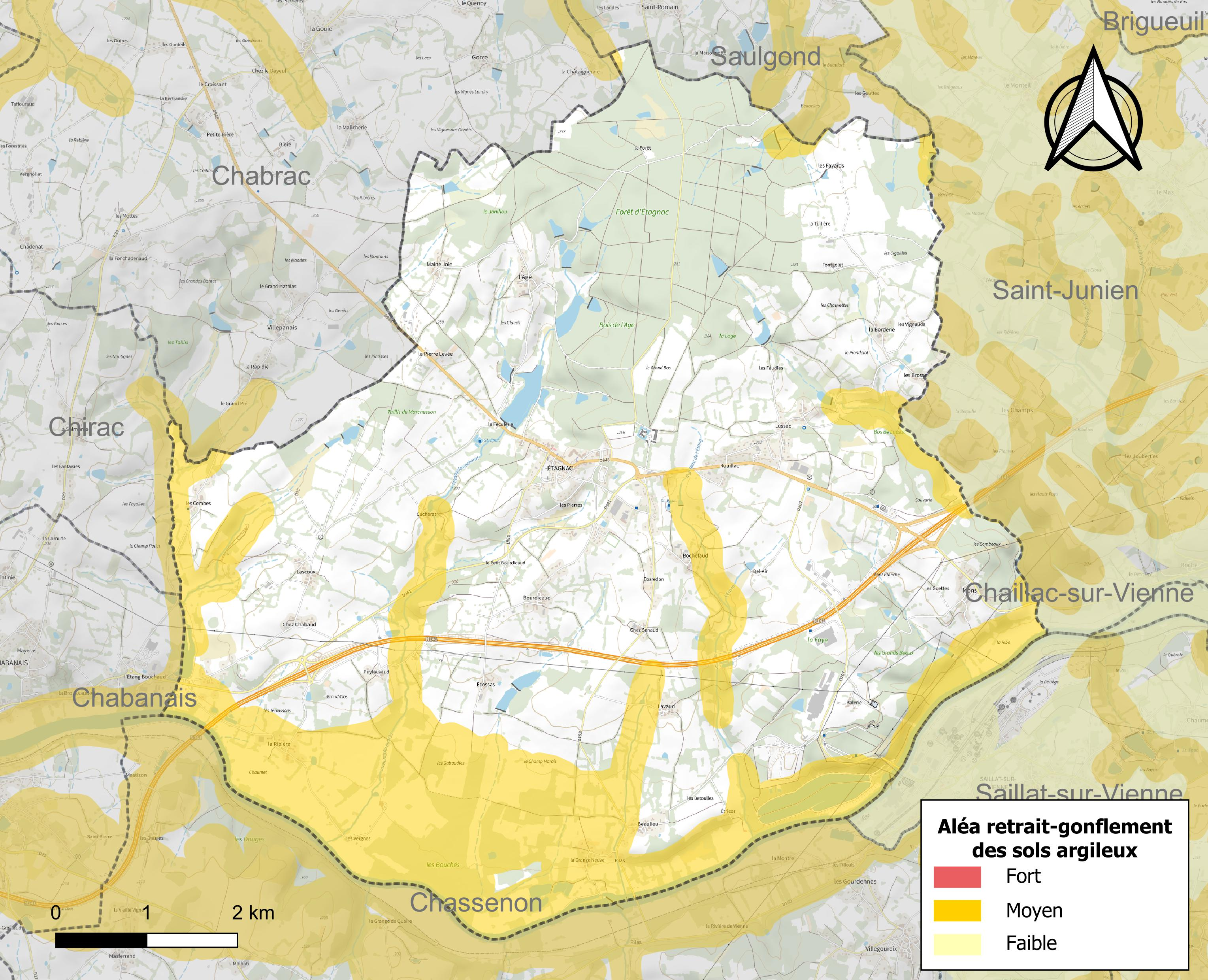
Carte des zones d'aléa retrait-gonflement des sols argileux d'Étagnac.

Le retrait-gonflement des sols argileux est susceptible d'engendrer des dommages importants aux bâtiments en cas d’alternance de périodes de sécheresse et de pluie. 24,6 % de la superficie communale est en aléa moyen ou fort (67,4 % au niveau départemental et 48,5 % au niveau national). Sur les 562 bâtiments dénombrés sur la commune en 2019,  74 sont en aléa moyen ou fort, soit 13 %, à comparer aux 81 % au niveau départemental et 54 % au niveau national. Une cartographie de l'exposition du territoire national au retrait gonflement des sols argileux est disponible sur le site du BRGM,.
Par ailleurs, afin de mieux appréhender le risque d’affaissement de terrain, l'inventaire national des cavités souterraines permet de localiser celles situées sur la commune.
Concernant les mouvements de terrains, la commune a été reconnue en état de catastrophe naturelle au titre des dommages causés par des mouvements de terrain en 1999.

#### Risques technologiques
La commune est exposée au risque industriel du fait de la présence sur son territoire d'une entreprise soumise à la directive européenne SEVESO.
Le risque de transport de matières dangereuses sur la commune est lié à sa traversée par une ou des infrastructures routières ou ferroviaires importantes ou la présence d'une canalisation de transport d'hydrocarbures. Un accident se produisant sur de telles infrastructures est susceptible d’avoir des effets graves sur les biens, les personnes ou l'environnement, selon la nature du matériau transporté. Des dispositions d’urbanisme peuvent être préconisées en conséquence.
La commune est en outre située en aval des barrages de Lavaud-Gelade et Vassivière, des ouvrages de classes A. À ce titre elle est susceptible d’être touchée par l’onde de submersion consécutive à la rupture de cet ouvrage.

#### Risque particulier
Dans plusieurs parties du territoire national, le radon, accumulé dans certains logements ou autres locaux, peut constituer une source significative d’exposition de la population aux rayonnements ionisants. Certaines communes du département sont concernées par le risque radon à un niveau plus ou moins élevé. Selon la classification de 2018, la commune d'Étagnac est classée en zone 3, à savoir zone à potentiel radon significatif.

## Toponymie
Une forme ancienne est Stagnaco (non daté).
L'origine du nom d'Étagnac proviendrait du bas latin stannium signifiant étain, auquel est apposé le suffixe -acum, ce qui signifierait exploitation de plomb argentifère,. On a constaté à Étagnac la présence d'antimoine mêlé d'argent, souvent confondu autrefois avec le plomb.

### Langues
La commune est dans la partie occitane de la Charente qui en occupe le tiers oriental, et le dialecte est limousin. 
Elle se nomme Estanhac en occitan.

## Histoire
Une ancienne voie romaine de direction nord-sud allant de Poitiers à Périgueux par Chassenon est supposée traverser la commune. Une culée d'un ancien pont traversant la Vienne a été détruite en 1912 en face du lieu-dit Pilas,.
Des traces d'occupation romaine ont aussi été trouvées près de l'Age : camp, pavés, site à tegulae.
Au XIVe siècle, les moines de l'ordre de Grandmont, dont la maison mère était à Limoges, ont acquis le prieuré d'Étricor près de la Vienne et en ont fondé l'abbaye, dont il ne reste aujourd'hui que l'église. Une statue de saint Pardoux y est conservée, qui donnait lieu jusqu'au début du XXe siècle à des pèlerinages chaque mois de septembre, afin de guérir les animaux malades.
Les plus anciens registres paroissiaux remontent à 1706.
Depuis avant la Révolution jusqu'à 1932, l'antimoine était exploité à Lussac.
Au XIXe siècle, le château de Rochebrune dont les douves et les quatre tours étaient anciennes appartenait au comte Dupont de l'Étang, qui l'a reconstruit et a consacré une partie de son domaine à une maison de retraite pour les prêtres âgés ou infirmes.
Les Plument de Bailhac étaient une ancienne famille noble limousine implantée dès le XVIIe siècle à Écossas. Claude-François Plument de Bailhac fut maire au XIXe siècle; sa demeure était le logis d'Écossas qui existe encore. Paul-Louis Plument de Baillac fut exilé par Napoléon III[réf. nécessaire].

## Politique et administration

### Liste des maires

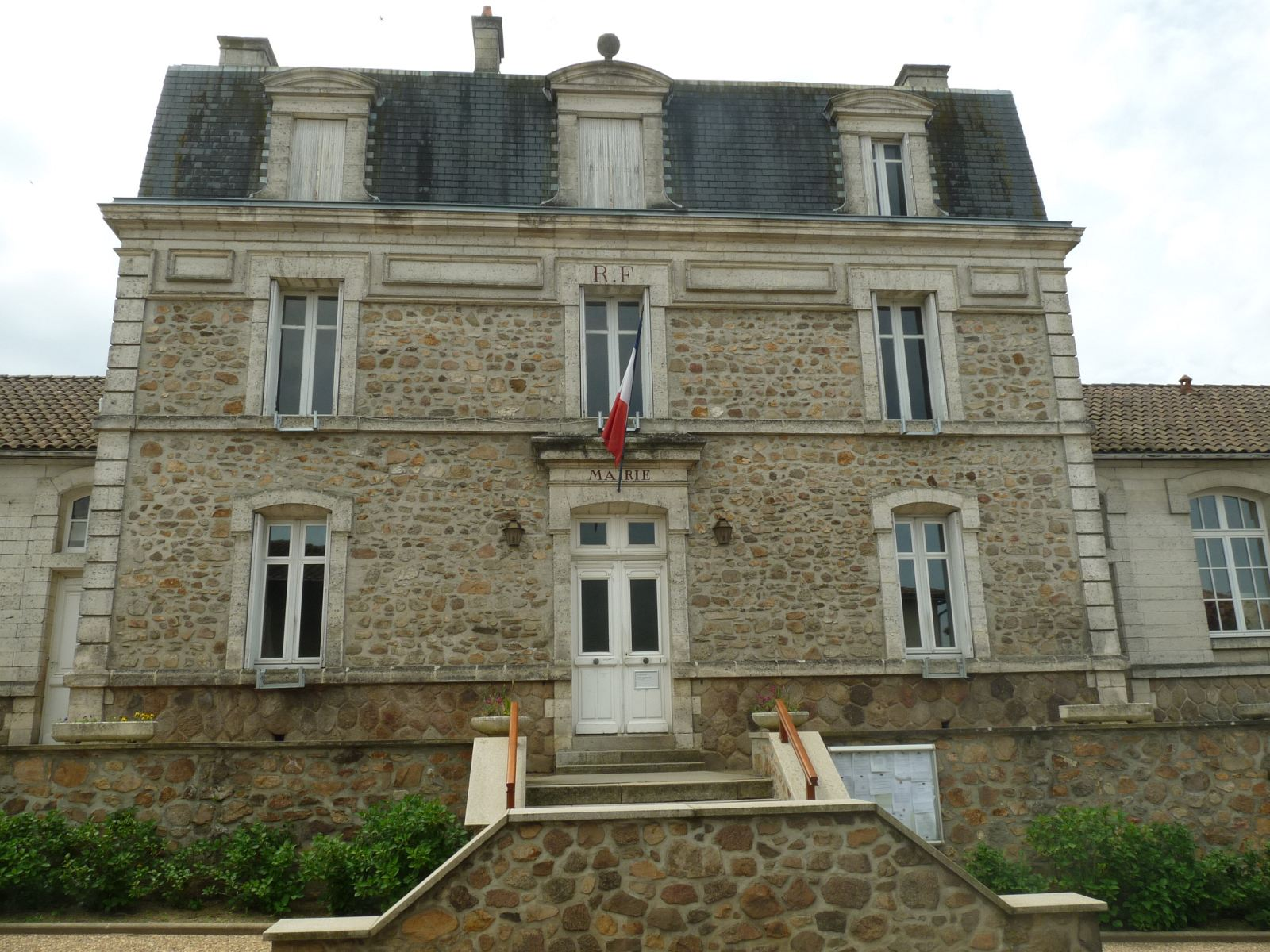
La mairie.

| Période                                  | Période  | Identité           | Étiquette   | Qualité |
| ---------------------------------------- | -------- | ------------------ | ----------- | --- |
| 1993                                     | En cours | Henri de Richemont | UMP puis LR | Député de la 3e circonscription de la Charente (1993-1997) Sénateur de la Charente (1998-2008) Conseiller régional de Poitou-Charentes (1986-2015) |
| Les données manquantes sont à compléter. |          |                    |             | |

### Politique environnementale
Dans son palmarès 2024, le Conseil national de villes et villages fleuris de France a attribué deux fleurs à la commune.

## Démographie

### Évolution démographique
L'évolution du nombre d'habitants est connue à travers les recensements de la population effectués dans la commune depuis 1793. Pour les communes de moins de 10 000 habitants, une enquête de recensement portant sur toute la population est réalisée tous les cinq ans, les populations de référence des années intermédiaires étant quant à elles estimées par interpolation ou extrapolation. Pour la commune, le premier recensement exhaustif entrant dans le cadre du nouveau dispositif a été réalisé en 2007.

En 2022, la commune comptait 987 habitants, en évolution de +1,13 % par rapport à 2016 (Charente : −0,48 %, France hors Mayotte : +2,11 %).
| 1793  | 1800  | 1806  | 1821  | 1831  | 1841  | 1846  | 1851  | 1856  |
| ----- | ----- | ----- | ----- | ----- | ----- | ----- | ----- | ----- |
| 1 291 | 1 260 | 1 305 | 1 412 | 1 471 | 1 444 | 1 520 | 1 605 | 1 522 |

| 1861  | 1866  | 1872  | 1876  | 1881  | 1886  | 1891  | 1896  | 1901  |
| ----- | ----- | ----- | ----- | ----- | ----- | ----- | ----- | ----- |
| 1 473 | 1 560 | 1 512 | 1 434 | 1 530 | 1 526 | 1 535 | 1 551 | 1 506 |

| 1906  | 1911  | 1921  | 1926  | 1931  | 1936  | 1946  | 1954  | 1962 |
| ----- | ----- | ----- | ----- | ----- | ----- | ----- | ----- | ---- |
| 1 468 | 1 400 | 1 232 | 1 168 | 1 165 | 1 039 | 1 007 | 1 041 | 987  |

| 1968 | 1975 | 1982 | 1990 | 1999 | 2006 | 2007 | 2012 | 2017 |
| ---- | ---- | ---- | ---- | ---- | ---- | ---- | ---- | ---- |
| 950  | 910  | 966  | 949  | 981  | 986  | 987  | 945  | 991  |

| 2022 | - | - | - | - | - | - | - | - |
| ---- | - | - | - | - | - | - | - | - |
| 987  | - | - | - | - | - | - | - | - |

### Pyramide des âges
La population de la commune est relativement âgée.
En 2018, le taux de personnes d'un âge inférieur à 30 ans s'élève à 25,8 %, soit en dessous de la moyenne départementale (30,2 %). À l'inverse, le taux de personnes d'âge supérieur à 60 ans est de 40,2 % la même année, alors qu'il est de 32,3 % au niveau départemental.
En 2018, la commune comptait 471 hommes pour 520 femmes, soit un taux de 52,47 % de femmes, légèrement supérieur au taux départemental (51,59 %).
Les pyramides des âges de la commune et du département s'établissent comme suit.
| Hommes | Classe d’âge | Femmes |
| ------ | ------------ | ------ |
| 1,9    | 90 ou +      | 7,1    |
| 11,3   | 75-89 ans    | 16,8   |
| 21,7   | 60-74 ans    | 21,0   |
| 19,8   | 45-59 ans    | 16,5   |
| 17,6   | 30-44 ans    | 14,6   |
| 12,3   | 15-29 ans    | 12,1   |
| 15,4   | 0-14 ans     | 11,9   |

| Hommes | Classe d’âge | Femmes |
| ------ | ------------ | ------ |
| 1      | 90 ou +      | 2,7    |
| 9,2    | 75-89 ans    | 12     |
| 20,6   | 60-74 ans    | 21,3   |
| 20,7   | 45-59 ans    | 20,3   |
| 16,8   | 30-44 ans    | 16     |
| 15,6   | 15-29 ans    | 13,4   |
| 16,1   | 0-14 ans     | 14,3   |

## Équipements, services et vie locale

### Enseignement
L'école est un RPI entre Étagnac et Saulgond. Étagnac accueille l'école primaire et Saulgond l'école élémentaire. Le secteur du collège est Chabanais.

## Culture locale et patrimoine

### Lieux et monuments
- Le château de Rochebrune, situé à l'est du bourg et enrouté de douves, date des XVIe et XVIIe siècles[47].
- Un ancien camp qui serait d'origine romaine est situé en limite nord de la commune et de la forêt d'Étagnac, sur un point culminant[3].
- La chapelle d'Étricor est un ancien prieuré grandmontain situé au bord de la Vienne. Il est inscrit monument historique depuis 1987[48].
- Différents anciens logis des XVIIe et XVIIIe siècles, pour la plupart remaniés à différentes époques : Écossas, Maine Joie, les Brosses, Lascoux[49]

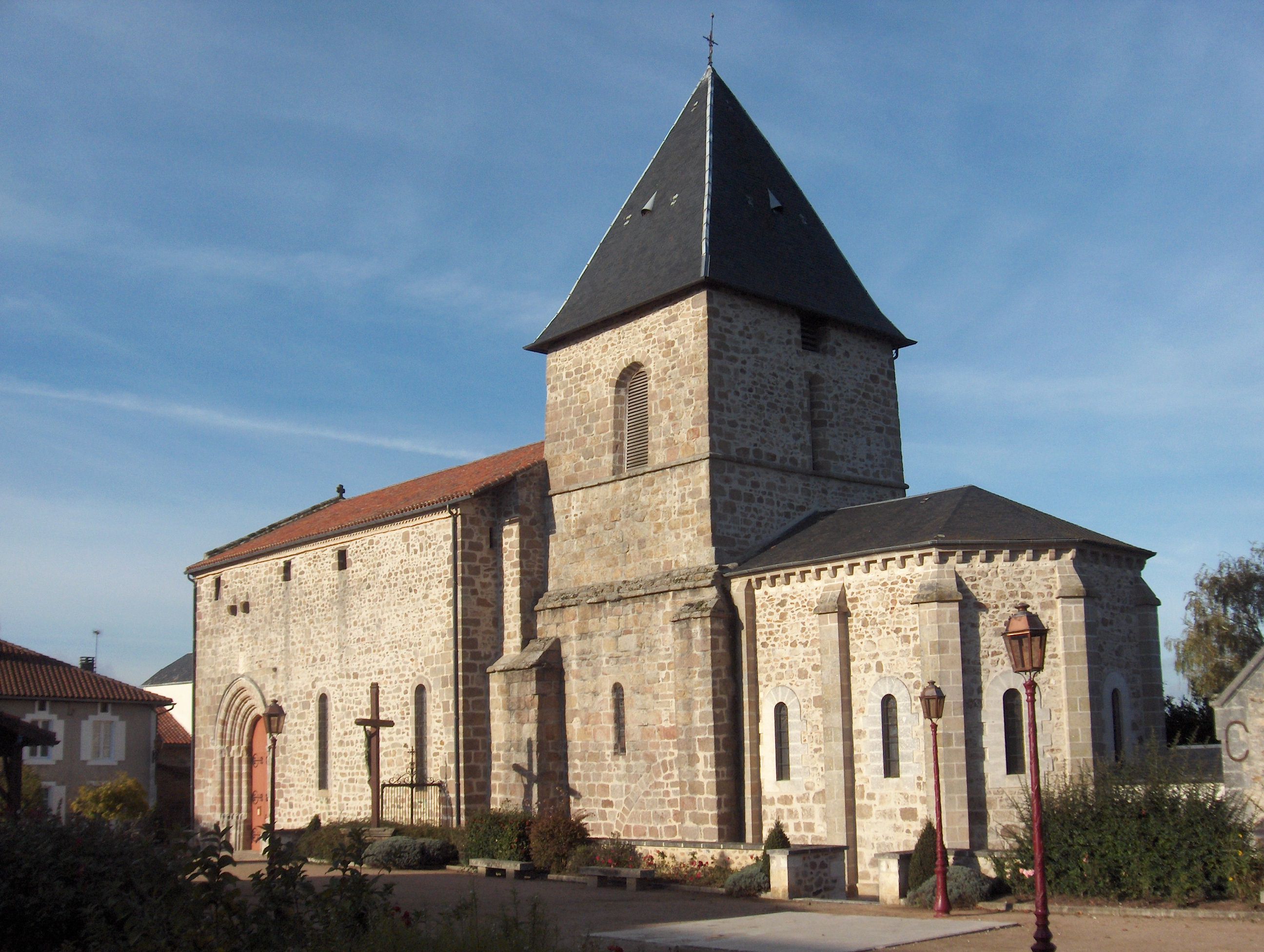
L'église.
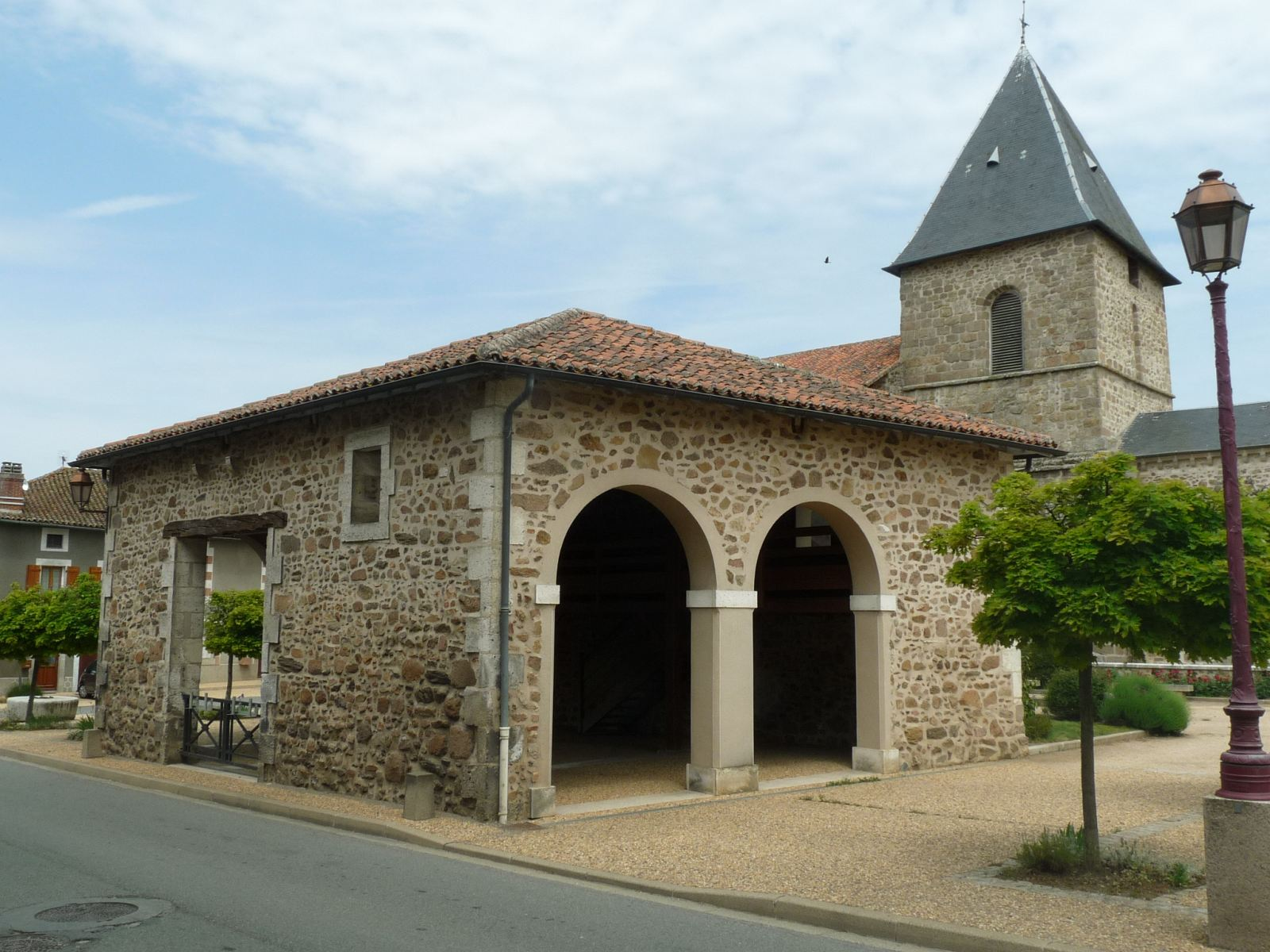
Halle.
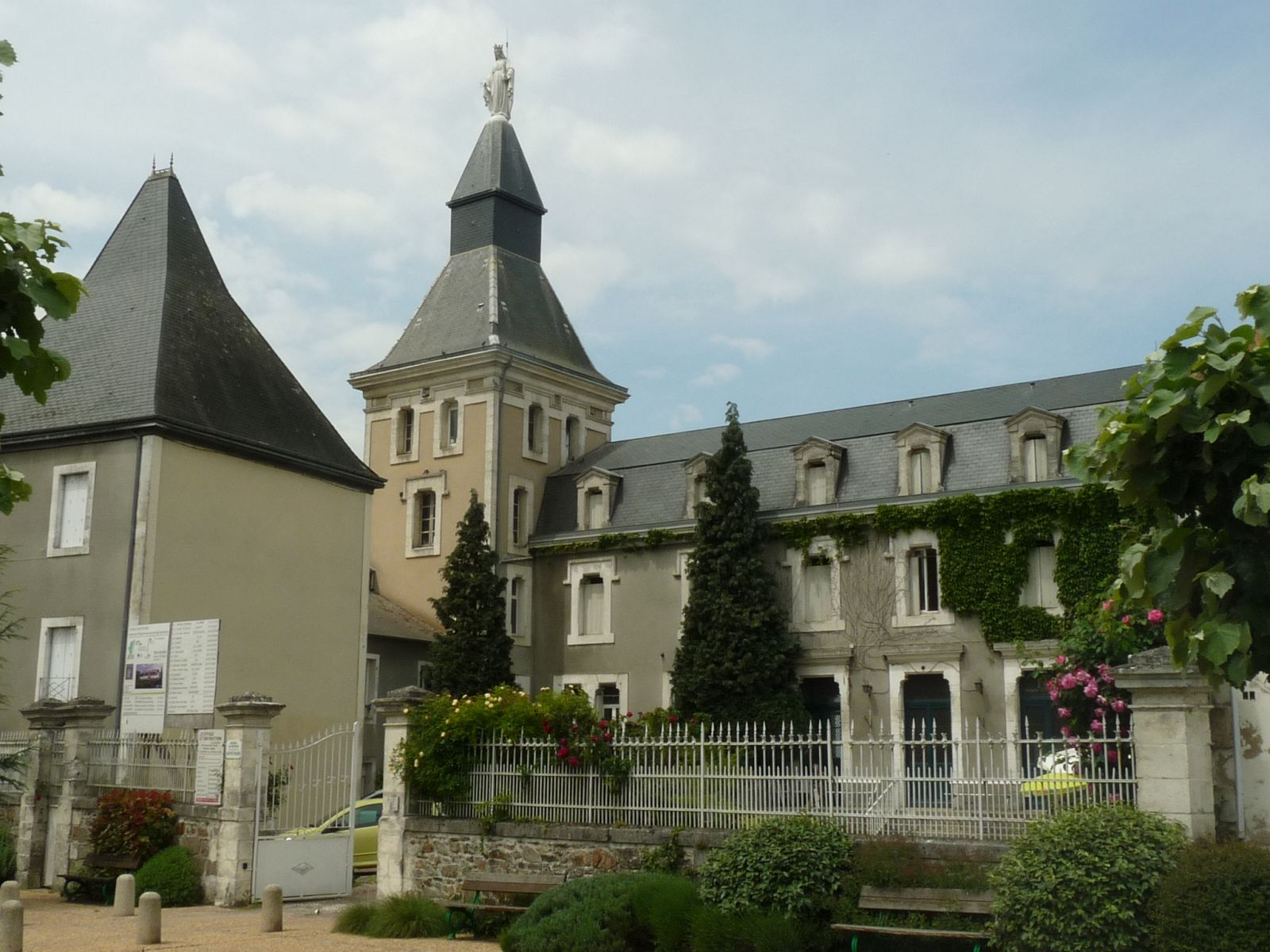
Maison de retraite Sainte-Marie.
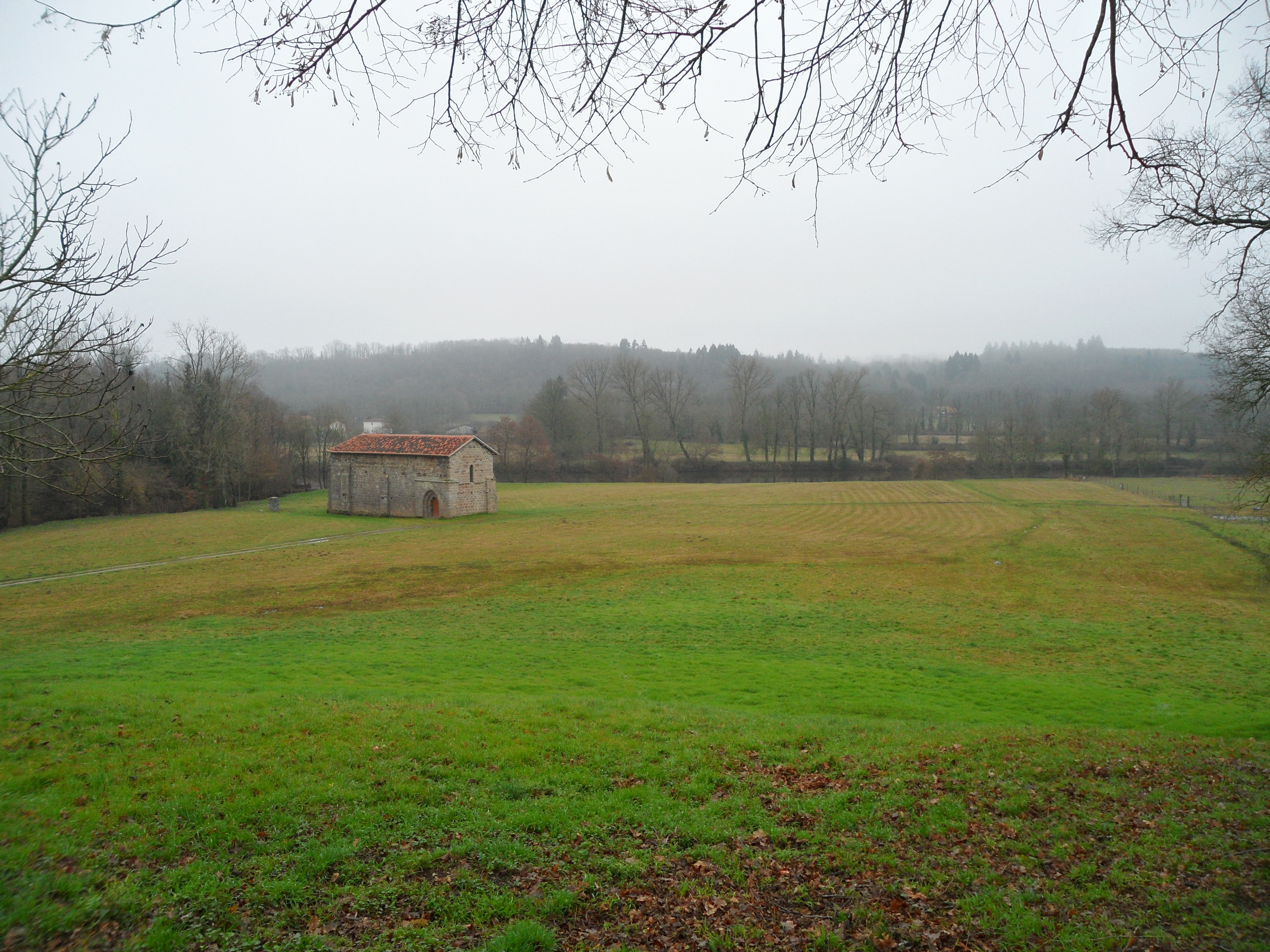
Chapelle d'Étricor.

### Personnalités liées à la commune
- Pierre Dupont de l'Étang (1765-1840), comte et homme politique français, propriétaire de Rochebrune
- Henri de Richemont (1946-), homme politique français et maire d'Étagnac

### Héraldique
| Blason de Étagnac | Blason  | D'or à trois bandes de sable.                    |
| Blason de Étagnac | Détails | Le statut officiel du blason reste à déterminer. |